# Risch-Rotkreuz
Risch-Rotkreuz er en kommune i Kanton Zug i Schweiz. Kommunen havde 11.182 indbyggere, hvoraf cirka 27 procent var udlændinge. (pr. 31. december 2021).